# Mario Escobar
Mario Alberto Escobar Toca (Guatemala; 19 de septiembre de 1986) es un árbitro de fútbol guatemalteco internacional desde 2013.

## Torneos de selecciones
Ha arbitrado en los siguientes torneos de selecciones nacionales:
- Clasificación de Concacaf para la Copa Mundial de Fútbol de 2018
- Juegos Centroamericanos y del Caribe de 2018
- Campeonato Sub-20 de la Concacaf de 2018
- Campeonato Sub-17 de la Concacaf de 2019
- Copa de Oro de la Concacaf 2019
- Copa Mundial de Fútbol Sub-17 de 2019
- Liga de Naciones de la Concacaf 2019-20
- Copa Africana de Naciones 2021
- Copa de Oro de la Concacaf 2021
- Clasificación de Concacaf para la Copa Mundial de 2022
- Copa Mundial de Fútbol Catar 2022[2]
- Liga de Naciones de la Concacaf 2022-23
- Copa de Oro de la Concacaf 2023[3]
- Copa América 2024[4][5]

## Torneos de clubes
Ha arbitrado en los siguientes torneos de clubes:
- Leagues Cup
- Liga de Campeones de la Concacaf
- Liga Concacaf
- Copa Centroamericana de Concacaf
- Copa Mundial de Clubes de la FIFA 2020